# Markku Peltola
Markku Peltola (Helsinki, 12 de julio de 1956 – 31 de diciembre de 2007) fue un actor y músico finlandés. Fue uno de los miembros activos del Teatro Telakka en Tampere.

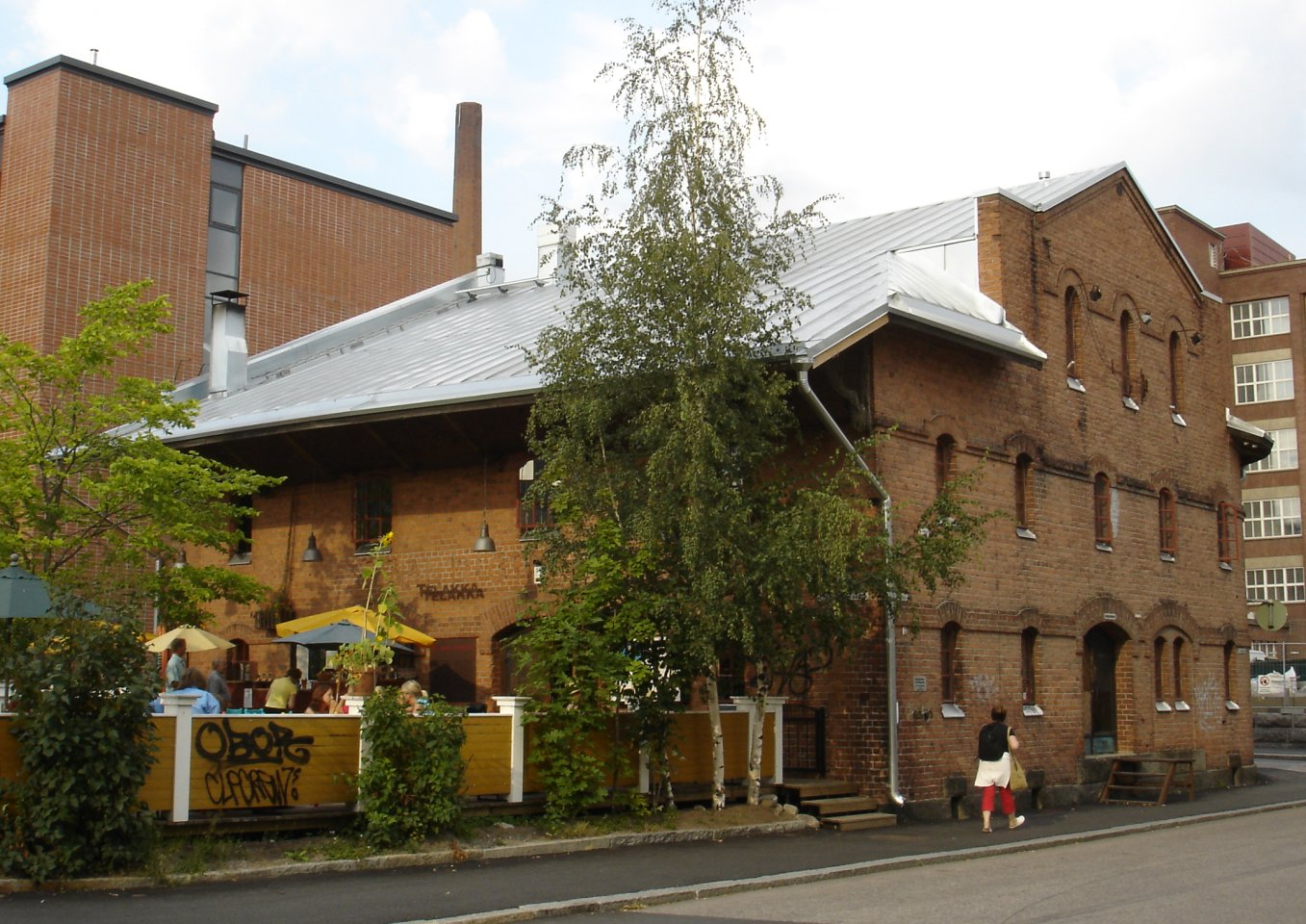
Teatro Telakka, Tampere, del que Peltola fue miembro fundador

Peltola es conocido por haber sido el antagonista de la premiada película de Aki Kaurismäki de 2002 El hombre sin pasado. Otras películas destacadas de Peltola fueron V2 – jäätynyt enkeli, Young Gods, Nubes pasajeras, Kamome Shokudo, Jade Warrior y Perhoshäkki.
Desde los 80 hasta su muerte, Peltola fue el cantante y bajista de la banda finlandesa Motelli Skronkle. También lanzó dos álbumes en solitario: Buster Keatonin ratsutilalla, lanzado por Ektro Records en 2003 y Buster Keaton tarkistaa idän ja lännen a principios de 2006.

## Filmografía
| Año  | Título                                    | Papel                                     | Referencias                    |
| ---- | ----------------------------------------- | ----------------------------------------- | ------------------------------ |
| 1980 | Espanjankävijät                           | Sulo Paaso                                |                                |
| 1981 | Valehtelija                               |                                           |                                |
| 1982 | Jousiampuja                               | Akin olinpaikan kertova nuori             | Uncredited                     |
| 1992 | Tuhlaajapoika                             | Makkonen                                  |                                |
| 1992 | Papukaijamies                             | Kummajainen                               |                                |
| 1993 | Harjunpää ja kiusantekijät                | Risto Kullervo Kilpua, peeper 'Lasinaama' |                                |
| 1994 | Take Care of Your Scarf, Tatiana          |                                           |                                |
| 1996 | Nubes pasajeras                           | Lajunen                                   |                                |
| 1996 | Merisairas                                | Pony-tailed sailor                        |                                |
| 1997 | Mustasilmä-Susanna ja lepakkoluolan aarre | Max                                       |                                |
| 1998 | Armon aika                                | Mies torilla                              |                                |
| 1999 | Juha                                      | Autonkuljettaja                           |                                |
| 1999 | Sen täytyy tapahtua                       | Luke                                      |                                |
| 2002 | El hombre sin pasado                      | M                                         |                                |
| 2002 | Ten Minutes Older: The Trumpet            |                                           | (segmento "Dogs Have No Hell") |
| 2003 | Kohtalon kirja                            | Tiedemies                                 |                                |
| 2003 | Hymypoika                                 | Samin isä                                 |                                |
| 2004 | Lasileuka                                 | Mies ravintolassa                         | Short                          |
| 2004 | Vares: Private Eye                        | Luusalmi                                  |                                |
| 2005 | Eläville ja kuolleille                    | Principal of Music School                 |                                |
| 2005 | Lupaus                                    | Matti                                     |                                |
| 2006 | Kamome Shokudo                            | Matti                                     |                                |
| 2006 | Jade Warrior                              | Berg                                      |                                |
| 2007 | V2 – jäätynyt enkeli                      | Luusalmi                                  |                                |
| 2007 | Riivaaja                                  |                                           | Corto                          |
| 2008 | Mina olin siin. Esimene arest             |                                           |                                |
| 2013 | Kalervo Palsa ja kuriton käsi             | Isä / Intiaanipäällikkö / Kreivi Buharin  |                                |